# Ergänzte Laut-Sprache
Die Ergänzte Laut-Sprache (ELS, englisch Cued Speech) ist eine visuelle Hilfe für hörbeeinträchtigte Menschen beim Lippenlesen. Verschiedene Handformen für die Konsonanten werden mit verschiedenen Positionen in Gesichtsnähe für die Vokale synchron zur gesprochenen Sprache mit nur einer Hand kombiniert. Auf diese Weise werden zusätzliche Informationen geliefert, die der Person gegenüber dem reinen Lippenablesen, das nicht eindeutig ist, das Verständnis erleichtern. „Silbe für Silbe wird alles, was gesagt wird, mit der Hand in der Nähe des Gesichtes zum Lippenbild ergänzt und somit verständlich gemacht.“

## Methodik
Mit der ELS werden Laute – also die gesprochene Sprache (und nicht Buchstaben von der geschriebenen Sprache) – «kodiert», wie es im Fachjargon für die Anwendung der ELS genannt wird. Dies ermöglicht der hörbeeinträchtigten Person nicht nur, das Gesagte vollständig wahrzunehmen und somit zu verstehen, sondern auch die korrekte Aussprache zu erlernen.
Die ELS soll Kommunikation erleichtern, Wahrnehmung und Verständnis ermöglichen und somit auch zur Wissensvermittlung beitragen. Bei Kindern soll phonologisches Bewusstsein aufgebaut werden, das die Grundlage zum Lesen- und Schreibenlernen darstellt.
„Die ELS verfolgt 4 Ziele: Aufbau der Lautsprache mit einhergehender Wissensvermittlung, Integration-Inklusion, Autonomie und Chancengleichheit.“

## Geschichte
Die Ergänzten Laut-Sprachen finden ihren Ursprung in der englischen Cued Speech, die 1966 von Richard Orin Cornett in den USA entwickelt wurde. Mittlerweile gibt es Ergänzte Laut-Sprachen auch für zahlreiche andere Sprachen. Die Ergänzte deutsche Laut-Sprache (EdLS) wird bislang vorwiegend in der alemannischen Schweiz verwendet. Die Anzahl der Positionen und Handformen ist abhängig von den Lauten der jeweiligen Sprache und weitgehend so gestaltet, dass die verschiedenen ELS untereinander kompatibel sind.

## Ergänzte deutsche Laut-Sprache (EdLS)
Die ELS für die deutsche Sprache besteht aus 5 Positionen, mit denen, zusammen mit dem jeweiligen Lippenbild (bzw. Mundbild), die 17 gesprochenen Vokale sichtbar und identifizierbar gemacht werden, sowie aus 8 Handformen, mit denen, immer zusammen mit dem simultanen Lippenbild, die 21 gesprochenen Konsonanten verdeutlicht werden. Es geht hierbei um Laute/Phoneme, nicht um Buchstaben/Grapheme. Auch sind Laute aus Dialekten integriert, die in den Standardsprachen nicht alle berücksichtigt werden.